# Thure Horn
Thure Sigismund Horn (af Åminne), född 15 oktober 1674 i Stockholm, död 1724 i Reval (begraven 1 december), var en svensk friherre och militär.
Thure Horn var son till fältmarskalk Bengt Horn och Ingeborg Banér. Han blev student vid Uppsala universitet 1679, musketerare vid Pommerska infanteriregementet i Stettin 1689, korpral där samma år, fänrik vid Bielkes svenska regemente i Nederländerna 1690 och löjtnant där 1694. Horn blev kapten 1695 och erhöll avsked 1698. År 1699 blev han generaladjutant hos greve Gyllenstierna i Stade och kaptenlöjtnant vid Livregementet till fot 1700, blev livdrabant samma år och korpral vid livdrabantkåren under året. Horn blev 1704 överstelöjtnant vid Pommerska infanteriregementet, var överste och chef för Pommerska infanteriregementet 1708–1715 varpå han blev krigsfånge efter Stralsunds kapitulation. Han återkom till Sverige 1719 och blev då generalmajor och var 1720–1724 chef för garnisonsregementet i Halland (Thure Horns värvade regemente). År 1720 fick han i uppdrag att tillkännage Fredrik I:s tronbestigning genom att göra officiellt besök hos hoven i Berlin och Warszawa.